# Château de La Moussaye
Le château de La Moussaye est un édifice situé à Plénée-Jugon, en France.

## Localisation
Le château est situé sur le territoire de la commune de Plénée-Jugon, dans le département des Côtes-d'Armor, en région Bretagne.

## Description
Ancien château fort de plan rectangulaire avec tours défensives sur les angles entourées de douves sèches. Accès par le côté nord, accès secondaire par l'ouest. Logis de plan régulier à corps central à deux étages et toit en carène, occupant le côté sud de la cour intérieure. Les pavillons du côté cour ont également un toit en carène et deux étages.

## Historique
Le château est mentionné dès le XIIIe siècle, à la famille de La Moussaye. Château fort construit à la fin du XVIe siècle pour Charles Gouyon, dont il ne reste que le soubassement et le système de douves. La Moussaye fut un foyer de protestantisme aux XVIe et XVIIe siècles. En 1615, le domaine fut érigé en marquisat. Le nouveau logis a été construit vers 1860 ; l'architecte rennais Martenot pourrait être l'auteur de cette reconstruction. Il succède à un logis du XVIIe siècle détruit dont reste un unique vestige : la porte à fronton placée dans la cour ; ce logis est représenté dans un document de 1840 et se décrit ainsi : plan symétrique avec avant-corps à bossages, à un étage, toit à croupes sur chaque corps. Ancien colombier détruit après 1976. Les moulins et leurs étangs qui figurent au cadastre de 1837, dont la construction datait de la fin du XVIe siècle, sont détruits.
Il est inscrit à l'inventaire général du patrimoine culturel.